# Kaplica św. Anny w Saint-Tropez
Kaplica św. Anny w Saint-Tropez (fr. Chapelle Sainte-Anne) – rzymskokatolicka kaplica z XVII wieku we francuskiej miejscowości Saint-Tropez, w departamencie Var.

## Opis
Budowę kaplicy rozpoczęto w 1618 i zakończono w 1629 jako wotum dziękczynne za uchronienie miasteczka od epidemii dżumy. Jej patronką została święta Anna, patronująca również żeglarzom i rybakom, którzy w XIX wieku, przed wypłynięciem w morze, modlili się w niej z prośbą o opiekę. Natomiast po udanym powrocie, składali w podzięce wota i osobiste pamiątki na ścianach, które zachowały się do czasów współczesnych. 
Kaplica reprezentuje styl prowansalski, cechujący się prostotą form. Jej bryła jest jednonawowa, poprzedzona kruchtą. Góruje nad nią dzwonnica, z dzwonem wykonanym z brązu w 1631. Serce dzwonu, z powodu wymiany, jest późniejsze i pochodzi z 1793. W grudniu 1951 kaplica została sklasyfikowana jako monument historique, natomiast sam dzwon w październiku 1981. 
Kaplica znajduje się na wzgórzu Mont Pécoulet, oddalonym o kilka kilometrów od centrum miasta i linii brzegowej oraz z widokiem na nie. Otoczona jest cyprysami, sosnami i dębami. Jest jedną z kilku podobnych kaplic w Saint-Tropez i jego okolicach. Nabożeństwa odprawiane są w niej tylko trzy razy w roku: 18 maja (w czasie miejscowych uroczystości do świętego Tropeza, tzw. Les Bravades de Saint Tropez), 26 lipca (święto patronki) oraz 15 sierpnia (Święto Wniebowzięcia Najświętszej Maryi Panny). Poza tymi dniami pozostaje zamknięta. 
W maju 1971 w kaplicy miała miejsce ceremonia ślubna wokalisty zespołu The Rolling Stones, Micka Jaggera oraz Bianki Pérez-Mory Macías, w której uczestniczyli również inni muzycy. Ceremonia, planowana jako prywatna, przyciągnęła jednakże grono fanów i reporterów. W kaplicy były również kręcone sceny do filmów Żandarm się żeni (1968) oraz Żandarm i kosmici (1978), z udziałem komika Louisa de Funèsa.